# Schöne Minka

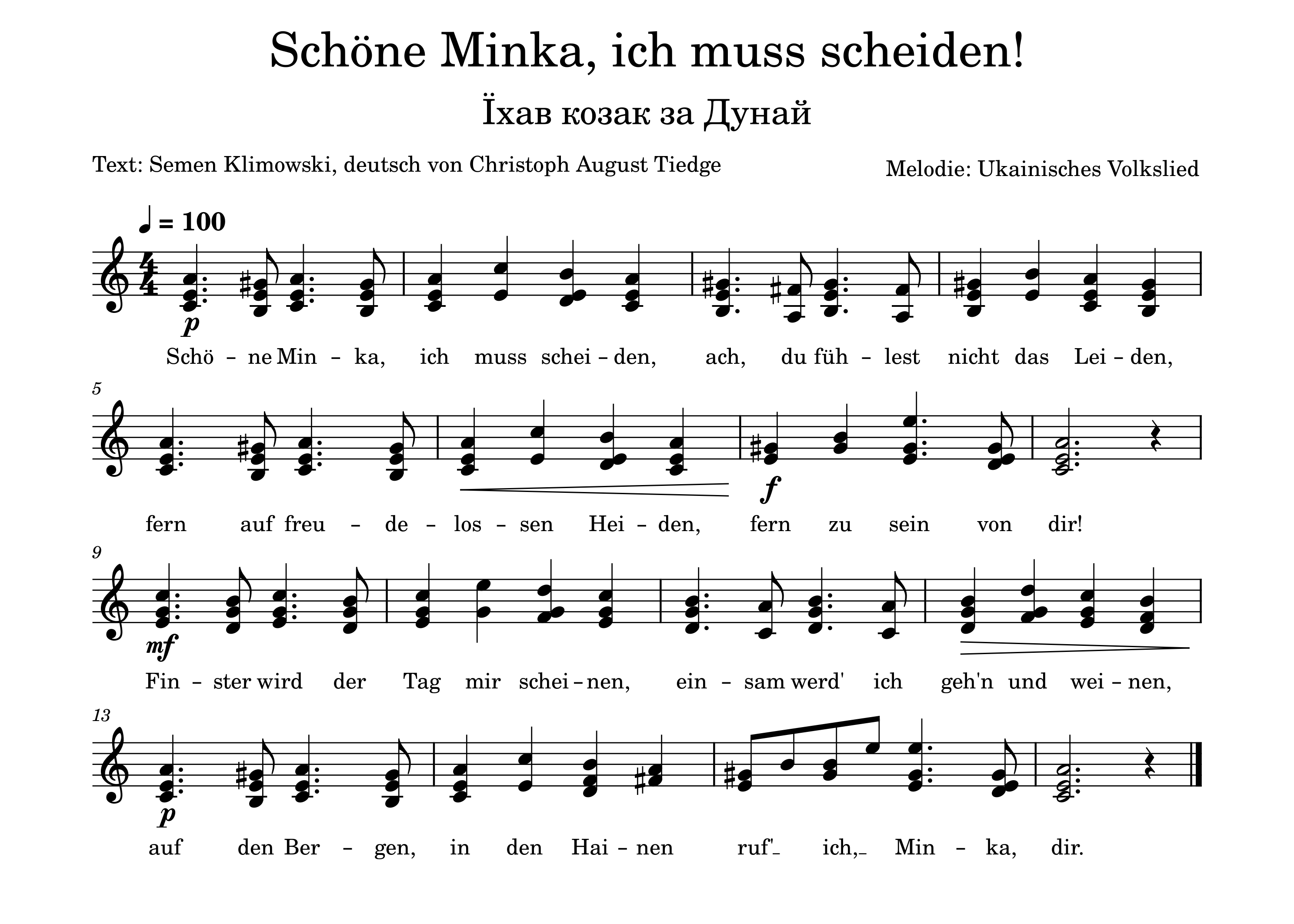
rahmenlos rahmenlos Notenblatt und Wiedergabe nach dem Notenblatt (eine Strophe, Tempo 100 MM, Klavier, a-Moll) und Wiedergabe in einem anderen Tonsatz (drei Strophen, Tempo 130 MM, Oboe, Violine und Klavier, g-Moll)

Schöne Minka ist der Anfang eines Gedichts von Christoph August Tiedge und der Name, unter dem ein ukrainisches Volkslied in Deutschland populär wurde.

## Herkunft
Zu Beginn des 19. Jahrhunderts wurde das ukrainische Lied Es ritt ein Kosak über die Donau (Їхав козак за Дунай) in Deutschland bekannt. Der Dichter des Lieds, Semen Klymowskyj, war ein ukrainischer Philosoph, Dichter und Kosak des Charkower Kosakenregiments Харківський полк. Seine Lebensdaten (* um 1705; † um 1785) sind unsicher. Sein Lied ist im slawischen Sprachraum seit dem 18. Jahrhundert sehr beliebt.
Im Jahr 1808 war August Tiedge im Schwarzwald bei Baden-Baden Gast eines Gartenfestes, das der örtliche Adel veranstaltete. Zugegen waren auch Gäste aus Russland, die offenbar das Lied gesungen haben. Sofort ließ er sich den Text übersetzten und fasste ihn in Reime. Er nahm sich bei der Übertragung eine gewisse dichterische Freiheit und wählte die Form eines Dialogs zwischen Olis (dem Kosaken) und seinem Mädchen Minka. Der Name Minka ist offensichtlich eine Zutat von Tiedge, denn er findet sich nur im deutschsprachigen Text.
Tiedge veröffentlichte seine Übertragung unter dem Titel Der Kosak und sein Mädchen. Nach einer russischen National-Melodie im Taschenbuch zum geselligen Vergnügen in Leipzig 1809. Es dürfte das Gedicht von Tiedge sein, das am längsten überdauert hat, natürlich auch dank der markanten Melodie des Liedes. Im Jahr 1830 wird berichtet, dass es eine Zeit in Deutschland gab, in der Schöne Minka an jeder Straßenecke gesungen, gesummt oder gepfiffen wurde.
Die Melodie wurde in Deutschland meist als air russe, als aus Ruthenien oder Kleinrussisch bezeichnet.

## Text

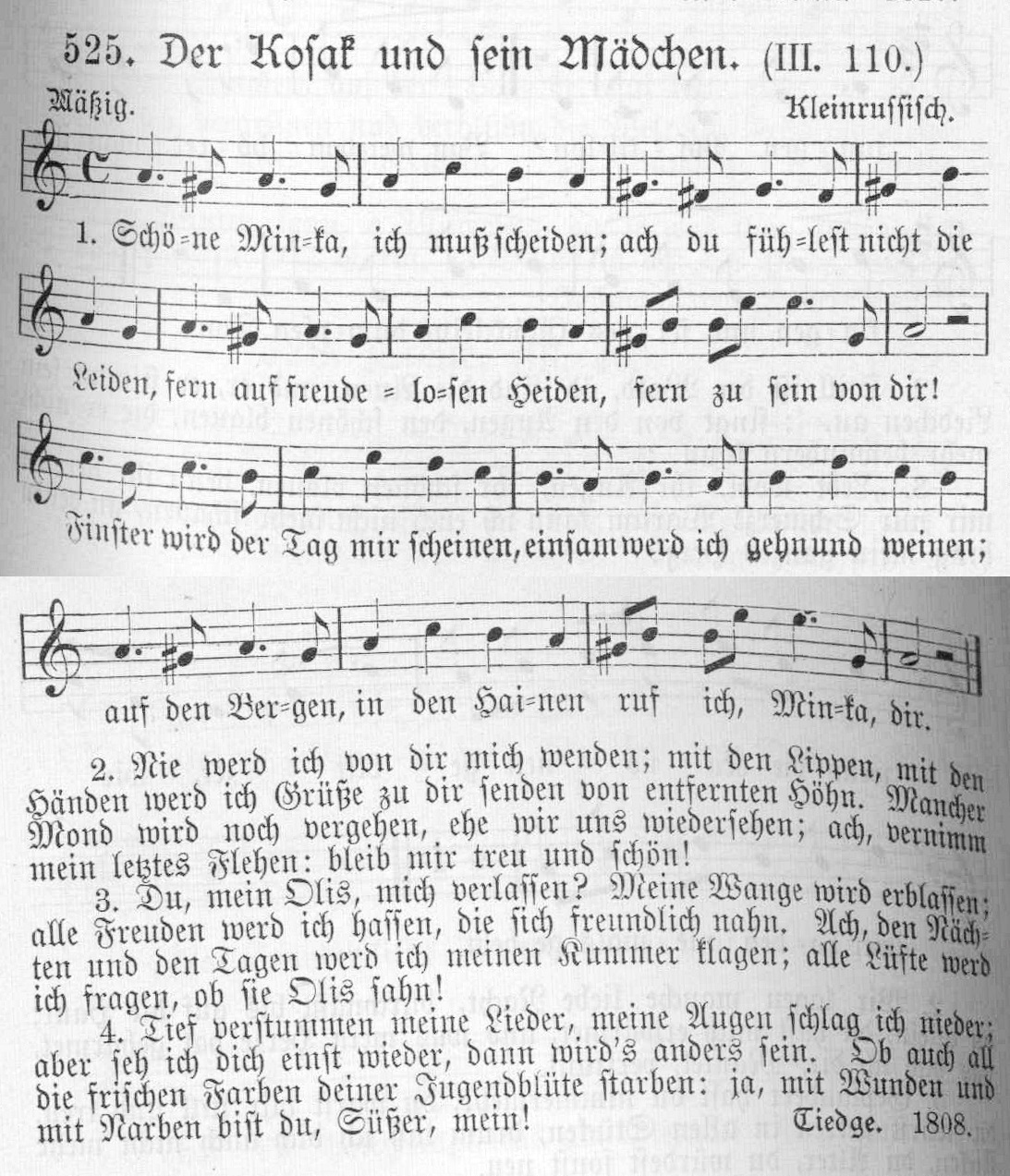
Schöne Minka im Allgemeinen Deutschen Kommersbuch 1896

1. Schöne Minka, ich muß scheiden, ach du fühlest nicht das Leiden,

fern auf freudelosen Heiden, fern zu sein von dir!

Finster wird der Tag mir scheinen, einsam werd ich gehn und weinen;

auf den Bergen, in den Hainen ruf ich, Minka, dir.

2. Nie werd ich von dir mich wenden; mit den Lippen, mit den Händen

werd ich Grüße zu dir senden von entfernten Höhn.

Mancher Mond wird noch vergehen, ehe wir uns wiedersehen;

ach, vernimm mein letztes Flehen: bleib mir treu und schön!

3. Du, mein Olis, mich verlassen? Meine Wange wird erblassen;

alle Freuden werd ich hassen, die sich freundlich nahn.

Ach, den Nächten und den Tagen werd ich meinen Kummer klagen;

alle Lüfte werd ich fragen, ob sie Olis sahn!

4. Tief verstummen meine Lieder, meine Augen schlag ich nieder;

aber seh ich dich einst wieder, dann wird’s anders sein.

Ob auch all die frischen Farben deiner Jugendblüte starben:

ja, mit Wunden und mit Narben bist du, Süßer mein!

## Unterschiede der Versionen
In Liederbüchern werden Melodie und Text der deutschsprachigen Fassung Schöne Minka recht einheitlich wiedergegeben. Die ukrainischsprachigen Versionen variieren stärker in der Melodiestimme. Die Melodie von Schöne Minka unterscheidet sich von Їхав козак за Дунай insbesondere dadurch, dass letztere meist schneller gesungen wird und weniger Viertelnoten punktiert sind.
In ukrainischsprachigen Versionen wird meist ein (fatalistischer) Refrain gesungen, zum Beispiel auch von Helene Fischer, den Tiedge nicht ins Deutsche übertragen hat:
| Ukrainisch | Deutsche Übertragung |
| --- | --- |
| Приспів: \|: Лучче було б, лучче було б не ходить, Лучче було б, лучче було б не любить, Лучше було б, лучше було б та й не знать, Чим тепер, чим тепер забувать. :\| | Refrain: \|: Besser wärst', besser wärst' hier geblieben, Besser wär's, besser wär's, nicht zu lieben, Besser wär's, besser wär's, man nichts wüsst' Und das Jetzt, und das Jetzt ganz vergisst. :\| |

## Rezeption
Mit der etwas veränderten Melodie fand die Tiedge-Fassung, die schnell sehr populär wurde, Eingang in die meisten deutschen Volksliedsammlungen und in das Kommersbuch.
Anfang des 19. Jahrhunderts griffen einige deutsche Komponisten das Lied auf:
Johann Nepomuk Hummel benutzte die ursprüngliche Weise für sein Adagio, Variationen und Rondo über ein russisches Thema (op. 78).
Ludwig van Beethoven verwendete Schöne Minka, ich muß scheiden in den 23 Liedern verschiedener Völker  und in den Variationen über Schöne Minka op. 107 Nr. 7.
Carl Maria von Weber schrieb Variationen über dieses Lied (Air Russe varié pour le Pianoforte, op. 40, 1815), die er Maria Pawlowna, der damaligen Erbgroßherzogin von Sachsen-Weimar-Eisenach widmete.
Der Kosak und sein Mädchen wurden auch von Ferdinand Ries (als op. 154 Nr. 5) und von Friedrich Silcher bearbeitet.
Schöne Minka wurde durch die Popularität des Lieds zu einem geflügelten Wort und fand so auch Eingang in die Literatur, etwa in Theodor Storms Pole Poppenspäler: Neues Gelächter war die Antwort. "Kasperl soll singen!"--"Russisch! Schöne Minka, ich muß scheiden!", und in Thomas Manns Zauberberg nennt Hans Castorp die Russin Madame Chauchat schöne Minka.
In neuerer Zeit arrangierte Franz Biebl es für Männerchor; weitere Fassungen gibt es für Akkordeonorchester und Gitarre.
Die Leningrad Cowboys veröffentlichten 1993 das Lied unter dem Namen A cossack was riding beyond the Duna auf der CD „Total Balalaika Show“.
Es gibt eine Variante des Liedes Їхав козак за Дунай mit gleicher oder leicht abgewandelter Melodie, aber mit völlig anderem Text, und zwar unter dem Titel Ти ж мене підманула!  (Ty sch mene pidmanula). Übersetzt bedeutet der Titel etwa „Du hast mich reingelegt!“. Es geht um einen jungen Mann, dem ein Mädchen ein Stelldichein versprochen hat, ihn jedoch eine Woche lang Tag für Tag versetzt. Diese Variante wurde von bekannten Musikgruppen und Künstlern interpretiert.